# نسبت چرخامغناطیسی
نسبت چرخامغناطیسی (به انگلیسی: Gyromagnetic ratio or magnetogyric ration) با نشان γ، عبارتست از نسبت گشتاور مغناطیسی به تکانه زاویه ای برای ذره بارداری که در یک مدار بسته حرکت می‌کند.
واحد SI آن رادیان بر ثانیه در هر تسلا (rad/sT) یا به‌طور معادل کولن بر کیلوگرم (C/kg) است. واحد متداول آن MHz/T است. چنانچه بدون واحد به کار آید، مقدار چرخامغناطیسی (به انگلیسی: g-value) می‌باشد.
بیشتر هسته‌های رایج مانند 1H و 13C نسبت ژیرو مغناطیسی مثبت دارند.